# Рут (Невада)
Рут (англ. Ruth) — переписна місцевість (CDP) в США, в окрузі Вайт-Пайн штату Невада. Населення — 371 особа (2020).

## Географія
Рут розташований за координатами 39°16′45″ пн. ш. 114°59′24″ зх. д. / 39.27917° пн. ш. 114.99000° зх. д. (39.279287, -114.990053).  За даними Бюро перепису населення США в 2010 році переписна місцевість мала площу 0,90 км², уся площа — суходіл.

### Клімат
| Клімат : Рут                                 | Клімат : Рут | Клімат : Рут | Клімат : Рут | Клімат : Рут | Клімат : Рут | Клімат : Рут | Клімат : Рут | Клімат : Рут | Клімат : Рут | Клімат : Рут | Клімат : Рут | Клімат : Рут | Клімат : Рут |
| Показник                                     | Січ.         | Лют.         | Бер.         | Квіт.        | Трав.        | Черв.        | Лип.         | Серп.        | Вер.         | Жовт.        | Лист.        | Груд.        | Рік          |
| Абсолютний максимум, °C                      | 16,7         | 20,0         | 23,9         | 26,7         | 31,1         | 33,9         | 37,8         | 35,6         | 33,3         | 30,0         | 26,7         | 17,8         | 37,8         |
| Середній максимум, °C                        | 3,2          | 4,8          | 8,3          | 12,2         | 17,9         | 23,8         | 28,9         | 27,8         | 23,1         | 16,5         | 8,6          | 3,6          | 14,9         |
| Середній мінімум, °C                         | −14,3        | −11,7        | −7,8         | −4,7         | −0,4         | 3,8          | 7,7          | 6,9          | 1,3          | −4,1         | −9,2         | −14,1        | −3,8         |
| Абсолютний мінімум, °C                       | −34,4        | −35          | −28,3        | −24,4        | −15          | −7,8         | −7,8         | −5,6         | −11,1        | −20,6        | −30          | −36,7        | −36,7        |
| Норма опадів, мм                             | 23           | 27           | 24           | 36           | 31           | 28           | 23           | 24           | 21           | 26           | 21           | 24           | 308          |
| -------------------------------------------- | ------------ | ------------ | ------------ | ------------ | ------------ | ------------ | ------------ | ------------ | ------------ | ------------ | ------------ | ------------ | ------------ |
| Джерело: The Western Regional Climate Center |              |              |              |              |              |              |              |              |              |              |              |              |              |

## Демографія
Згідно з переписом 2010 року, у переписній місцевості мешкало 440 осіб у 167 домогосподарствах у складі 111 родини. Густота населення становила 491 особа/км².  Було 247 помешкань (275/км²).
Расовий склад населення:
| - 90,0 % — білих - 4,1 % — корінних американців - 0,2 % — чорних або афроамериканців - 2,3 % — осіб інших рас |

До двох чи більше рас належало 3,4 %. Частка іспаномовних становила 10,7 % від усіх жителів.
За віковим діапазоном населення розподілялося таким чином: 27,5 % — особи молодші 18 років, 62,0 % — особи у віці 18—64 років, 10,5 % — особи у віці 65 років та старші. Медіана віку мешканця становила 36,7 року. На 100 осіб жіночої статі у переписній місцевості припадало 102,8 чоловіків;  на 100 жінок у віці від 18 років та старших — 101,9 чоловіків також старших 18 років.
Середній дохід на одне домашнє господарство  становив 60 451 долар США (медіана — 47 371), а середній дохід на одну сім'ю — 66 432 долари (медіана — 51 250). За межею бідності перебувало 19,9 % осіб, у тому числі 25,6 % дітей у віці до 18 років та 31,7 % осіб у віці 65 років та старших.
Цивільне працевлаштоване населення становило 173 особи. Основні галузі зайнятості: сільське господарство, лісництво, риболовля — 42,8 %, роздрібна торгівля — 23,7 %, освіта, охорона здоров'я та соціальна допомога — 12,7 %, будівництво — 7,5 %.